# Духови
Духови, тројице, тројчиндан или педесетница (грч. πεντηκοστή [pentekostē] — „педесети дан”) хришћански је празник којим се прославља силазак Светог Духа на апостоле у Јерусалиму, 50 дана након Христовог Васкрсења. Одатле и израз прослава педесетнице, пентекосте итд.

## Етимологија
Назив Духови је дословце преузето из старословенског, где је то датив једнине, а у ствари се односи на Духа Светог који је један, а не на више духова како се то одомаћило у имену које овај празник данас носи.
Септуагинта користи израз Pentēkostē у контексту „празника Педесетнице“ само два пута, у Књизи о Товиту и 2 Макавеја, који су деутероканонске/апокрифне књиге у Библији. Израз Духови се појављује у Септуагинти као један од назива за Фестивал недеља.
Преводиоци Септуагинте су ту реч користили и у два друга смисла: за означавање јубиларне године (Leviticus 25:10), догађај који се дешава сваке 50. године, и у неколико одломака хронологије као редни број. Израз су у књижевности хеленистичког јудаизма такође користили Филон Александријски и Јосиф Флавије.

## Залеђина
У јудаизму Фестивал недеља (хебр. שבועות Шавуот) је Фестивал жетве који се слави седам недеља и један дан након првог дана Пасхе (празник бесквасних хлебова) у Deuteronomy 16:9 или седам недеља и један дан након Сабата према наводу у Leviticus 23:16. Празник недеља назива се и празником жетве у Exodus 23:16 и даном првих плодова у Numbers 28:26. У Exodus 34:22 назива се „првим плодом жетве пшенице.“ Датум за „Празник седмица“ првобитно је био дан након пуних седам недеља по првој жетви жита. У јеврејској традицији педесети дан је био познат као Фестивал недеља. Стварно помињање педесет дана потиче из Leviticus 23:16.
Током хеленистичког периода, древни празник жетве такође је постао дан обнове Нојевог завета, описаног у Genesis 9:8-17, који је успостављен између Бога и „сваког тела на земљи“. До тада су неки Јевреји већ живели у дијаспори. Према Acts 2:5-11, у Јерусалиму је било Јевреја из „сваког народа под небом“, који су вероватно посетили град као ходочасници током Педесетнице. Посебно су хој епидемоунтес (οἱ ἐπιδημοῦντες) идентификовани као „посетиоци“ Јерусалима из Рима. У ову групу посетилаца улазе и Јевреји и „прозелити“ (προσήλυτος, прозелитос); понекад преведено као „обраћен у јудаизам“, прозелит се односио на нејевреје који су се у потпуности придржавали Мојсијевих закона, укључујући и обрезивање.. Списак народа представљених у библијском тексту укључује Парте, Медијце, Еламите, Мезопотамију, Јудеју, Кападокију, Понт, Азију, Фригију, Памфилију, Египат, Кирену и оне који су били у посети из Рима. Научници су спекулисали о могућем ранијем књижевном извору за списак нација, укључујући астролошки попис Павла Александријског и различите референце на јеврејску дијаспору писаца из доба Другог храма (посебно Филона Александријског).

## Значај празника
Хришћани овај празник славе и као дан „рођења Цркве” будући да Дела апостолска доносе да су апостоли пуни Духа Светога говорили тако да су их могли разумети људи свих народа и језика, а мноштво се „дало крстити те су примили Духа Светога”. Иначе то је и јасно отварање спасоносног послања Цркве према свима а не само према Јеврејима.

## Празновање
У храмове се уноси свежа зелена трава и цвеће. После свете литургије служи се вечерње, на коме се клечи и плету венци од траве и цвећа. Ти венци се носе кући и стављају поред иконе и кандила на зид.
Овај празник славе православци, католици и многе друге хришћанске цркве.

## Напомена
1. ↑  Као део фразе ἐπ᾽ αὐτὴν ἔτους πεντηκοστοῦ καὶ ἑκατοστοῦ[8](ep autēn etous pentēkastou kai hekatostou, „у сто педесетој години“, или неке варијације те фразе у комбинацији са другим бројевима за дефинисање прецизног броја година, а понекад и месеци. Види: „... у сто педесетој години ...“ 1 Maccabees 6:20, „у сто педесет првој години ...“ 1 Maccabees 7:1, „Такође први месец сто педесет друге године ... “1 Maccabees 9:3, са другим примерима у 1 Maccabees 9:54 и 2 Maccabees 14:4.[4]
2. ↑  Постоје значајна неслагања међу модерним научницима око тумачења „Јудеје” у Делима 2:9. Тертулијан и Августин су превели „Јудеју“ из Дела 2:9 као Јерменијам (Јерменија), док ју је Јероним назвао Сиријом, а Јован Златоусти ју је повезао са Индијом. Савремени научници су предложили додатне могућности, укључујући Киликију, Јонију и Лидију.